# Rumelant von Sachsen

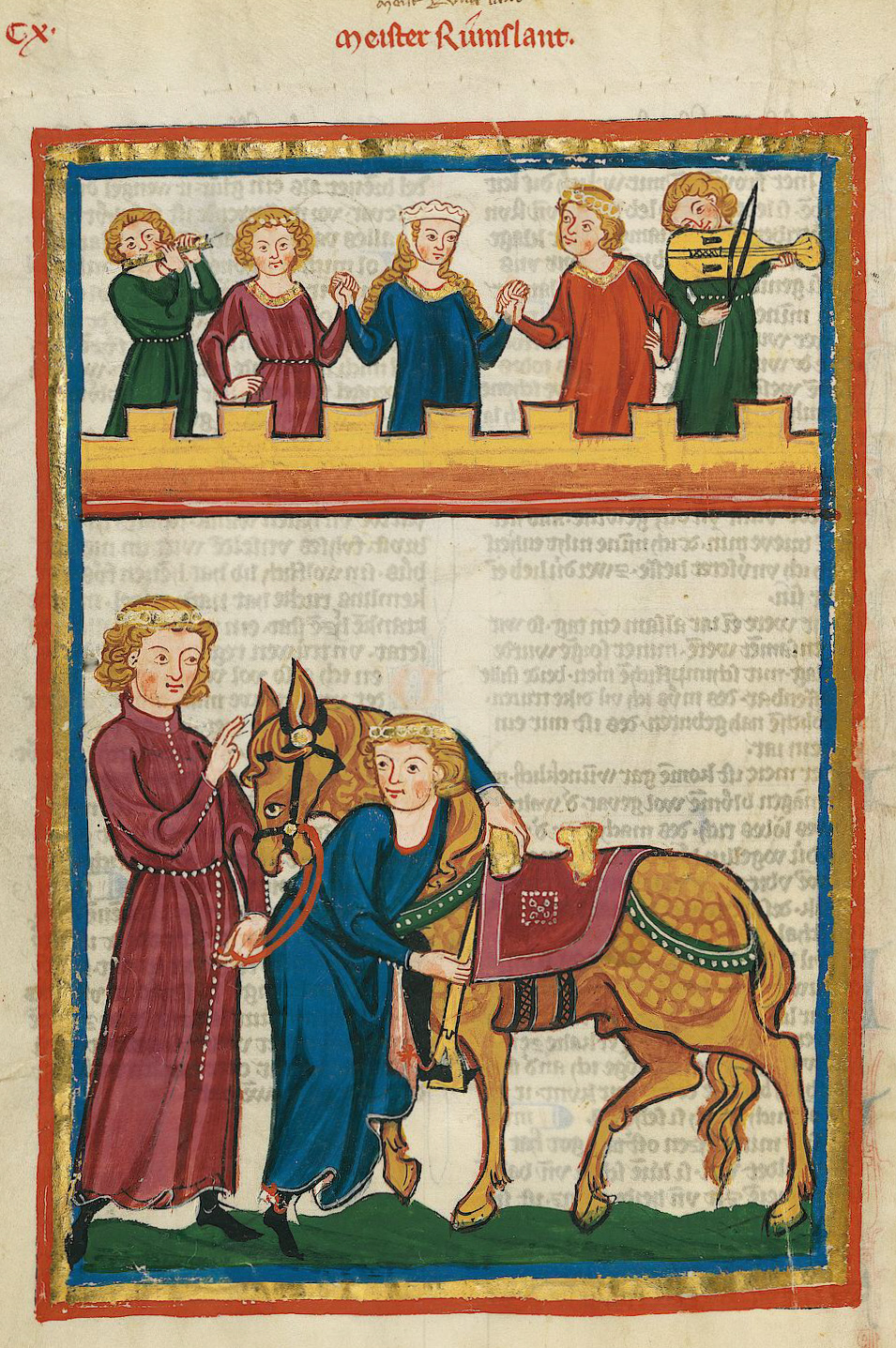
Meister Rumslant (Miniatur im Codex Manesse, Zürich, 1. Hälfte 14. Jahrhundert). Die Darstellung des aufbrechenden Reiters wird von manchen als Illustration der Namensdeutung als "Räume/Verlasse das Land!" gedeutet.

Meister Rumelant oder Rumslant war ein Dichter von Sangsprüchen und Minneliedern in mittelhochdeutscher Sprache in der 2. Hälfte des 13. Jahrhunderts. Aufgrund seiner angenommenen niedersächsischen Herkunft wird er in der Forschung, in Abgrenzung zu Rumelant von Schwaben, als Rumelant von Sachsen bezeichnet.

## Leben
Wie bei den meisten Dichtern des Mittelalters, so sind auch bei Rumelant keine urkundlich gesicherten Angaben zu Person und Leben möglich. Aus seiner Sprache und seinen Sangsprüchen, die an eine Vielzahl von Herrschern besonders des norddeutschen Raums gerichtet sind, schließt man auf eine niederdeutsche Herkunft. In einer Scheltstrophe gegen den Marner bezeichnet sich Rumelant nach der gängigen Lesart selbst als einen Sachsen.
Durch das Aufgreifen historisch datierbarer Ereignisse in seiner Dichtung lässt sich seine Schaffenszeit relativ sicher auf einen Zeitraum von etwa 1273 bis 1286 eingrenzen. Einige Forscher nehmen darüber hinaus eine Schaffenszeit bis etwa 1300 an. Der große Wirkungsbereich, der sich offenbar von Bayern bis Dänemark, von Aachen bis Mecklenburg erstreckte, legt eine Existenz als fahrender Berufsdichter nahe, die in seiner Spruchdichtung auch thematisiert wird.

## Überlieferung
In der Jenaer Liederhandschrift werden 105 Strophen in 10 Tönen (davon 9 mit Melodienotierung, Ausnahme: Ton 9) Rumelant zugeschrieben, die größtenteils als authentisch angesehen werden, daneben wird Rumelants Verfasserschaft noch bei einigen anderen, von der Handschrift anderen Autoren zugeordneten Strophen erwogen. In der Großen Heidelberger Liederhandschrift sind 16 Spruchstrophen überliefert, die alle auch in der Jenaer Liederhandschrift überliefert sind, sowie 3 dreistrophige Minnelieder, die nur hier überliefert sind. Die Handschrift reklamiert zudem 4 Spruchstrophen, die die Jenaer Liederhandschrift Rumelant zuschreibt, für Walther von der Vogelweide. Daneben existieren einige kleinere Fragmente von Handschriften, die allerdings nur Parallelüberlieferung der Spruchdichtung liefern.
Insgesamt schreibt die Forschung Rumelant 107 Spruchstrophen und die drei dreistrophigen Minnelieder zu.

## Ausgabe
- Holger Runow: Rumelant von Sachsen. Edition – Übersetzung – Kommentar (= Hermaea, N.F. 121), Berlin/New York 2011, ISBN 978-3-11-023283-7.